# Aérodrome de Vilanculos
L'aérodrome de Vilankulo (code IATA : VNX • code OACI : FQVL) est un aéroport du Mozambique qui dessert la ville de Vilankulo dans la Province d'Inhambane.

## Situation
| Île Bazaruto Beira Chimoio Inhambane Lichinga Nacala Nampula Pemba Quélimane Tete-Chingozi Vilanculos Maputo |

## Compagnies aériennes et destinations
| Compagnies              | Destinations                              |
| ----------------------- | ----------------------------------------- |
| Airlink                 | Johannesbourg OR Tambo                    |
| LAM Mozambique Airlines | Inhambane, Johannesbourg OR Tambo, Maputo |

Édité le 17/09/2019  Actualisé le 4/11/2023